# Buneville
Buneville es una comuna francesa situada en el departamento de Paso de Calais, en la región de Alta Francia.

## Demografía
| 196 | 167 | 175 | 170 | 159 | 138 | 182 |
| Para los censos de 1962 a 1999 la población legal corresponde a la población sin duplicidades (Fuente: INSEE [Consultar]) |     |     |     |     |     |     |